# Kosmobiologie
Kosmobiologie (griech. kósmos „Weltall“, „Weltordnung“) ist eine von Astrologen verwendete Bezeichnung für theoretische Ansätze, die von ihnen postulierten Zusammenhänge kosmischer Konstellationen und Bewegungen mit dem irdischen Leben „biologisch“ zu erklären. Sie ist nicht mit der Wissenschaft Astrobiologie zu verwechseln, welche sich mit möglichen außerirdischen Lebensformen beschäftigt.

## Begriffsentwicklung
Der Wiener Arzt Fritz Wehofer prägte als erster den Begriff Kosmobiologie und verstand darunter die Richtung einer naturwissenschaftlichen und angewandten medizinischen Astrologie. Er stützte sich vor allen Dingen auf die Arbeiten von René Allendy und Heinrich Däath. Er veröffentlichte seine Werke unter dem Pseudonym  Friedrich Feerhow und schrieb, dass er "als erster den Versuch wage, eine naturwissenschaftliche, kausale Bedeutung dieses kosmobiologischen Zusammenhangs zu unternehmen." Das erste Jahrbuch für angewandte kosmobiologische Forschung wurde 1928 von Heinz Artur Strauß herausgegeben. Der Schwerpunkt der Kosmobiologie lag anfangs in der Abgrenzung zum Fatalismus der Vulgärastrologie und widmete sich besonders der Erforschung kosmischer Einflüsse auf Lebensprozesse unter Berücksichtigung und Anwendung wissenschaftlicher Methoden. Der Anhänger der Kosmobiologie  Wilhelm Hartmann (früherer Leiter der Sternwarte Nürnberg) definierte  die Abgrenzung zur klassischen Astrologie mit folgenden Worten: Kosmobiologie berücksichtigt Vererbung, Boden, Milieu; betont das Moralische; behauptet, keine Zukunft deuten zu können. Astrologie leitet alles nur aus den Sternen ab; ist fatalistisch eingestellt; behauptet, die Zukunft hundertprozentig deuten zu können.
Der Versuch, astrologische Lehren unter dem Begriff der Kosmobiologie wissenschaftlich aufzuarbeiten und ihnen neue Anerkennung zu verschaffen, ist heute als gescheitert anzusehen.

## Kosmobiologie und Astrologie
Die Kosmobiologie, die sich von der Astrologie zu distanzieren versuchte, entwickelte eine eigene Terminologie und wurde besonders durch Reinhold Ebertin (Schüler von Alfred Witte, dem Begründer der astrologischen Hamburger Schule) bekannt. Ihm wurde  von seiner Mutter Elsbeth Ebertin die Redaktion des astrologischen Jahrbuchs Ein Blick in die Zukunft übertragen, das er in das Kosmobiologische Jahrbuch umbenannte, inhaltlich umgestaltete und das im Jahr 1938 zum ersten Mal erschien. Zu den späteren Autoren gehörten zahlreiche Wissenschaftler und Akademiker wie  Michel Gauquelin,  Walter A. Koch,  Thomas Ring, Otto Julius Hartmann und viele andere, vor allem Ärzte. Die Konstellationen zur Geburtszeit wurden nun nicht mehr Horoskop genannt, sondern Kosmogramm und als Hilfsmittel zur medizinischen Diagnose verwendet. Durch Reinhold Ebertin wurde die ganzheitlich-kosmobiologische Betrachtungsweise besonders im englischsprachigen Ausland bekannt. Sein Hauptwerk Kombination der Gestirneinflüsse gehört zu den Klassikern der Kosmobiologie und wurde außer in die englische auch in die französische, niederländische und schwedische Sprache übersetzt.